# قرار مجلس الأمن التابع للأمم المتحدة رقم 1062
قرار مجلس الأمن التابع للأمم المتحدة رقم 1062، المتخذ بالإجماع في 28 حزيران / يونيو 1996، بعد الإشارة إلى جميع القرارات المتعلقة بقبرص، ولا سيما القرارات 186 (1964)، 939 (1994) و1032 (1995)، عبر المجلس عن قلقه إزاء عدم إحراز تقدم في النزاع السياسي في قبرص ومدد ولاية قوة الأمم المتحدة لحفظ السلام في قبرص حتى 31 ديسمبر 1996.
ولاحظ مجلس الأمن أنه لم يحرز أي تقدم نحو حل سياسي، ولم تُتخذ أي تدابير لحظر إطلاق الأسلحة بالقرب من المنطقة العازلة، وأن حرية حركة قوة الأمم المتحدة لحفظ السلام في قبرص مقيدة في شمال قبرص.
وبعد تمديد ولاية قوة الأمم المتحدة لحفظ السلام في قبرص، رحب المجلس بتعيين هان سونغ جو ممثلاً خاصاً للأمين العام في قبرص. وأعرب عن أسفه للحادث الذي وقع في 3 حزيران / يونيو 1996 والذي قتل فيه حارس قبرصي يوناني في المنطقة العازلة ومنع الجنود القبارصة الأتراك قوات قوة الأمم المتحدة لحفظ السلام في قبرص من مساعدة الحارس والتحقيق في الحادث. كما أُعرب عن القلق إزاء حشد القوات العسكرية والأسلحة في جمهورية قبرص، كما تزايد التوتر بشأن رحلات التدريب العسكرية. كان الهدف هو نزع سلاح الجزيرة في النهاية.
طُلب من السلطات العسكرية في كلا الجانبين:
(أ) احترام سلامة المنطقة العازلة والسماح بحرية تنقل كاملة لقوة الأمم المتحدة لحفظ السلام في قبرص؛
(ب) الدخول في مفاوضات، وفقًا للقرار 839 (1993) مع قوة الأمم المتحدة لحفظ السلام في قبرص بشأن حظر إطلاق الأسلحة؛
(ج) المساعدة في إزالة الألغام وتطهير المناطق المفخخة؛
(د) وقف البناء العسكري بالقرب من المنطقة العازلة؛
(هـ) تمديد اتفاقية عام 1989 لتغطية مناطق المنطقة العازلة.
كما تم حث القبارصة الأتراك على بذل المزيد من الجهد لتحسين الحالة المعيشية للقبارصة اليونانيين والموارنة في أراضيهم. تم دعوة القبارصة اليونانيين لإنهاء التمييز ضد القبارصة الأتراك. وطُلب من الطرفين إنهاء المأزق الحالي واستئناف المفاوضات المباشرة. كان قرار الاتحاد الأوروبي ببدء محادثات الانضمام مع قبرص تطوراً جديداً هاماً يمكن أن ييسر التوصل إلى اتفاق شامل.
وطُلب من الأمين العام بطرس بطرس غالي تقديم تقرير إلى المجلس بحلول 10 كانون الأول / ديسمبر 1996 بشأن التطورات في الجزيرة.

## روابط خارجية
- نص القرار في undocs.org